# ブラック家の祭壇画
『ブラック家の祭壇画』（ブラックけのさいだんが、仏: Triptyque Braque）は、初期フランドル派の画家ロヒール・ファン・デル・ウェイデンが1452年ごろに描いた三連祭壇画。オーク板に油彩で描かれた板絵で、現在はパリのルーヴル美術館が所蔵している。左翼パネルに描かれているのは洗礼者ヨハネ、中央パネルに描かれているのは聖母マリア、イエス・キリスト、福音記者ヨハネ、右翼パネルに描かれているのはマグダラのマリアである。
この作品の依頼主は、トゥルネーのジャン・ブラック、あるいは1452年に若くして急逝したジャンを偲んだ妻カテリナ・ド・ブラバンではないかと考えられている。また、『ブラック家の祭壇画』は、ファン・デル・ウェイデンが個人の依頼で手がけた三連祭壇画のなかで、唯一現存している作品である。

## 外観

### 外面

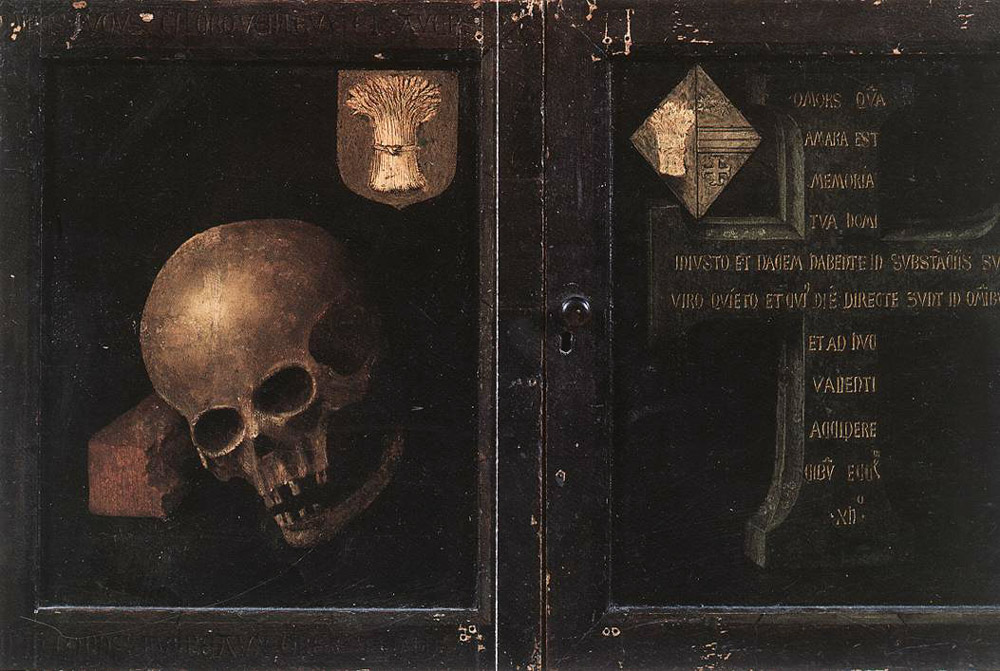
両翼を閉じた状態。外面に描かれている頭蓋骨は、メメント・モリと、この祭壇画の完成時に既に死去していた依頼主への哀悼の意がこめられているとされる。

『ブラック家の祭壇画』の左翼パネル外面には、レンガあるいは石の破片にもたれるように黄褐色の頭蓋骨が描かれており、その右上の楯に描かれている麦束はブラック家の紋章である。右翼パネル外面には、十字架の中にラテン文字で『シラ書』(41:1-2) からの引用が書かれている。さらに左翼パネルの上下端には「自分たちがいかに虚栄に満ちた存在であるかを忘れるな / かつて美しかった私の身体も今では虫どものエサになっている」という、死への警句（メメント・モリ）が書かれている。
これらのことから描かれている頭蓋骨は旧約聖書のアダムの隠喩であり、ひいてはこの作品を観る者の将来を表現していると考えることができる。また、寓意的静物画の分野ヴァニタスで、最初に頭蓋骨を用いた作品の一つであるとされている。頭蓋骨のほかに、レンガの破片にもなんらかの意味があると考える研究者も存在する。頭蓋骨がアダムを意味しているのであれば、この破片はキリストが磔刑に処せられたゴルゴダの丘の象徴ではないかという説などである。しかしながら、ファン・デル・ウェイデンあるいは依頼主が何を意図していたにせよ、フランスの王族ヴァロワ家の顧問、金融機関として確固たる地位を築いていたブラック家自体には、象徴的な意味においてあまり似つかわしい内容ではないと思われる。

### 内面

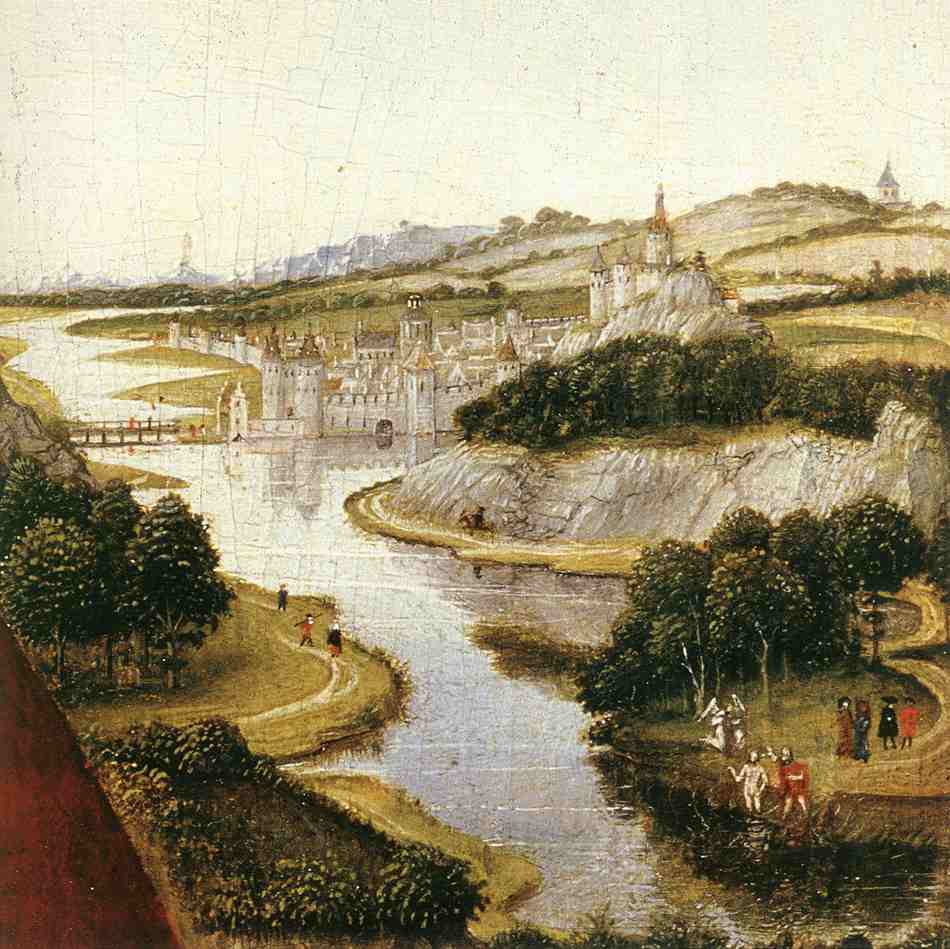
左翼パネルの福音記者ヨハネの背後に描かれた風景画。右下に洗礼を受けるキリストが描かれている。

左翼パネルには洗礼者ヨハネの上半身が描かれ、さらにその背景には洗礼を受けるキリストが描かれている。ヨハネの口もとから流れ出すように書かれているのは『ヨハネによる福音書』(1:29) の「見よ、世の罪を取り除く神の小羊」である。右翼パネルに詳細に表現された豪奢な衣装を身にまとって描かれているのはマグダラのマリアで、女性を描いたファン・デル・ウェイデンの作品の中でも傑作と見なされている。マグダラのマリアの上方に書かれている文言は、『ヨハネによる福音書』(12:3)の「その時、マリヤは高価で純粋なナルドの香油一斤を持ってきて、イエスの足にぬり」である。中央パネルの横幅は68cmで、両翼パネルのほぼ二倍の大きさである。中央に描かれたキリストの外貌は、ボーヌのホテル・デューが所蔵するファン・デル・ウェイデンの祭壇画『最後の審判』の中央パネルに描かれたキリストに酷似している。
どのパネルにも人物の口もとあるいは上方にラテン文字が記され、あたかもふきだしや解説文であるかのような印象を与えている。これらの文字は、左翼パネル外面の十字架と関連している。左翼パネルの福音記者ヨハネの口もとから波打って流れるラテン文字は、画面右上を通って中央パネルの聖母マリアの口もとから波打つラテン文字へと合流する。右翼パネルのマグダラのマリアのラテン文字は、波打つほかのラテン文字とは対照的に水平に書かれている。さらに、描かれているすべての人物の手やしぐさが強い対称性を持っていることと、背景に描かれている風景が三枚のパネルに統一感を生み出し、これらのラテン文字とあいまって三連祭壇画全体に物語性を与えているのである。

## 来歴
『ブラック家の祭壇画』が最初に記録に現れるのは1497年のカテリナ・ド・ブラバンの遺書だが、これには作者の名前は記されていない。1586年まで、カテリナの遺産相続人の目録にこの祭壇画の記録がある。その後イングランドの司祭が購入し、さらにイングランド人画家リチャード・エヴァンスの所有となった。ルーヴル美術館が『ブラック家の祭壇画』を購入したのは1924年で、当時の所有者であったシオドーラ・ゲスト夫人が死去する以前のことである。以来、制作当時のままのオークの枠に収められた状態で、ルーヴル美術館の所有となっている。